# Patricia Rivas
Patricia Rivas (Trebujena, Cádiz, España, 1973) es una actriz y cómica española. Es conocida por sus intervenciones en los programas de Cruz y Raya, La hora de José Mota, La noche de José Mota, José Mota presenta y El Acabose.

## Biografía
Inicialmente se dio a conocer dentro del espectáculo como azafata del programa y concurso de televisión Un, dos, tres... responda otra vez en la octava etapa del programa. Poco después hizo algunos papeles en películas e intervenciones en televisión. Ha sido una colaboradora asidua de los programas de humor El show de Juan y José, Estamos de vuelta y Cruz y raya.com. 
En 2005 se casó con su compañero de programa José Mota, con el que tiene tres hijos: Daniela, nacida en 2007, José, nacido en 2013, después de haber sufrido un aborto el año anterior, y Valeria, nacida en 2015. Durante la producción del programa, tras 10 años de relación y 5 de matrimonio, Patricia Rivas y José Mota se separaron en junio de 2010. La causa de la separación fue que para producir el programa tuvo que volcarse demasiado, lo que era incompatible con su relación. Finalmente, a mediados de 2011, José Mota y su mujer volvieron a darse una oportunidad y se reconciliaron.
Ha trabajado junto a José Mota, Juan Muñoz, Santiago Segura, Paco Collado, Josema Yuste y otros artistas y humoristas conocidos.
Trabajó en La hora de José Mota y La noche de José Mota.
Participó en los especiales de Nochevieja en La 1: Un país de cuento, Resplandor en la Moncloa, Operación And the Andarán, Bienvenido Mr. Wan-Da, Retratos salvajes y 31-D: Un golpe de gracia.

## Trayectoria profesional
Patricia Rivas es colaboradora habitual de los programas y películas de José Mota y Juan Muñoz.

### Cine
- La pasión de Gabriel (2008).
- Torrente 2: misión en Marbella (2001).
- Ekipo Ja (como Kalinka).

### Cortos
- Chasco (1994)

### Televisión
- José Mota presenta. (2015-2018)

- El Acabose (2017)
- La  noche de José Mota.
- La hora de José Mota (2009-2012).
- Juan y José Show.
- Cruz y Raya.
- Este no es el programa de los viernes.
- Estamos de vuelta.
- El show de Juan y José.
- Manos a la obra (2 episodios).
- Canguros (1 episodio).
- Un, dos, tres (azafata 8ª etapa, 1992-1993).[3]